# Tayloria recurvimarginata
Tayloria recurvimarginata är en bladmossart som beskrevs av Noguchi 1945. Tayloria recurvimarginata ingår i släktet trumpetmossor, och familjen Splachnaceae. Inga underarter finns listade i Catalogue of Life.